# Sportswear
Sportswear è un singolo del gruppo musicale italiano Dark Polo Gang, pubblicato il 23 novembre 2016 come unico estratto dal quarto mixtape The Dark Album.
Il brano è stato certificato disco di platino per le oltre 50 000 copie vendute.

## Tracce
1. Sportswear – 1:59

## Classifiche
| Classifica (2017) | Posizione massima |
| ----------------- | ----------------- |
| Italia            | 46                |